# Water-polo aux Jeux olympiques d'été de 1948
Navigation
Berlin 1936 Helsinki 1952
Résultats du tournoi olympique de water-polo aux Jeux olympiques d'été de 1948 à Londres.
| Podiums | Or     | Argent  | Bronze   |
| Hommes  | Italie | Hongrie | Pays-Bas |

## Équipes

### Équipe d'Italie
Pasquale Buonocore, Emilio Bulgarelli, Cesare Rubini, Geminio Ognio, Gildo Arena, Aldo Ghira, Tullio Pandolfini, Mario Majoni, Gianfranco Pandolfini. Entraîneur : Giuseppe Valle.

### Équipe de Hongrie
László Jeney, Miklós Holop, Dezső Gyarmati, Károly Szittya, Oszkár Csuvik, István Szivós, Dezső Lemhényi, Jenő Brandi, Dezső Fabián, Endre Győrfi.

### Équipe des Pays-Bas
Johannes Jacobus Rohner, Cornelis Korevaar, Cornelis Braasem, Hans Stam, Rudolph Frederik Otto van Feggelen, Frits Smol, Albert Frits Ruimschotel, Hendrikus Zacharias Keetelaar, Pieter Johannes Alexander Salomons.